# Raúl Díaz-Argüelles
Raúl Díaz-Argüelles García fue un militar cubano. Díaz-Argüelles arribó a Angola el 21 de mayo de 1975, utilizando el seudónimo Domingos da Silva con el fin de organizar escuelas militares de las FAPLA y siempre con el permiso del izquierdista Gobierno Provisional de Portugal, en cuya capital Lisboa estuvo negociando la entrada de las tropas cubanas desde abril de ese mismo año 1975. 
A pesar de ello y ante la presencia del Ejército Sudafricano, de tropas de Zaire y del Frente Nacional para la Liberación de Angola, Díaz-Argüelles pasó a dirigir el Frente sureño de fuerzas cubanas y angolanas que defendieron la dirección principal de los combates. Durante la Batalla de Ebo, tendió una emboscada en un puente que cruzaba el Río Mabassa, muriendo cuando tenía 39 años de edad debido a las heridas provocadas por una explosión de una mina antitanque que destruyó su blindado el 11 de diciembre de 1975.

## Primeros años
Nació en Marianao, La Habana, el 14 de septiembre de 1937, hijo de Marina y Raúl, quienes habían estado activos en la lucha contra el dictador Gerardo Machado en los años 30. Terminó la primera enseñanza en 1949.
Su familia adinerada, para alejarlo de la lucha estudiantil contra Fulgencio Batista, le envía a Estados Unidos a estudiar en la Riverside Military Academy, en Tenessee, donde se graduó como bachiller en 1954.

## Trayectoria Política antes de 1959
Al concluir la referida escuela y saliendo de vacaciones, regresa a Cuba y se incorpora a la lucha contra Fulgencio Batista, junto con Juan Pedro Carbó Serviá, José Machado, Fructuoso Rodríguez, José Antonio Echeverría y otros compañeros. Conformandos en el Directorio Revolucionario 13 de Marzo (DR-13-3).
En agosto de 1955 figuró en un plan de ataque al Palacio Presidencial de Cuba, el Buró de Investigaciones y la Radio Motorizada, el cual no pudo realizarse. También estuvo comprometido en un atentado al dictador Fulgencio Batista. Perseguido Díaz-Argüelles partió al exilio en noviembre de 1956. En agosto de 1957, regresó al frente de un avión con pertrechos para la lucha revolucionaria. El aparato se estrelló en la Vía Monumental, pero las armas fueron salvadas y escondidas en el poblado de Jamaica. Al no poder establecer contacto con sus compañeros de lucha, en su mayoría exiliados o asesinados, decidió regresar a Miami en un barco de carga.
A mediado de 1957, a bordo del yate Scapade, desembarcó por la Bahía de Nuevitas, Camagüey, en unión de otros 15 revolucionarios. Para estar entre los fundadores del Frente Guerrillero del DR-13-3 en las montañas del Escambray, en la región central de Cuba. Por su conocimiento de La Habana se le ordenó organizar la guerrilla urbana de su organización en la capital del país.
Participó en el atentado al ministro de gobernación del régimen Santiago Rey, quien resultó herido y al ser asesinado Eduardo García Lavandero poco después, Díaz-Argüelles ocupó su cargo de jefe de acción del Directorio Revolucionario 13 de marzo. Estuvo presente en el ataque a la 15.ª Estación de Policía de La Habana, y más tarde, en unión de Gustavo Machín, se dirigió al Escambray, donde fue ascendido al grado militar de comandante. Durante la Campaña de Las Villas combatió en Fomento, Báez, Cabaiguán, Placetas y Trinidad.

## Trayectoria militar después de 1959
Después del triunfo de la revolución cubana de 1959, fue nombrado ayudante ejecutivo de la Dirección de Inspección G-5 del Estado Mayor del Ejército Rebelde, posteriormente jefe del Departamento Técnico de Investigaciones de la Policía Nacional Revolucionaria (PNR).
En febrero de 1962, pasó a las filas de las Fuerzas Armadas Revolucionarias (FAR), donde ocupó diversas responsabilidades. Trabajó activamente en la Sección de Lucha Contra Bandidos (LCB), donde combatió a los guerrilleros anticomunistas campesinos, primeramente en la provincia de Las Villas y fundamentalmente a los que operaban en la provincia de Matanzas, hasta exterminarlos.
Después en entre los años 1965 y 1966, fue enviado a estudiar en la Academia Militar “Frunze” de la Unión Soviética, donde aprendió sobre la conducción, mando y manejo de tropas. Allí fue reconocido al terminar su adiestramiento militar en esa Academia como Expediente Rojo, que es el equivalente a Diploma de Oro en el hemisferio occidental. 
Al regresar a Cuba desde Moscú, se le asignó un alto cargo militar como Segundo Jefe de la Dirección de Operaciones del MINFAR. En el año 1969, partió a apoyar la guerra de Independencia de Guinea-Bisáu, siendo uno de los libertadores de ese país africano. También estuvo como Asesor Militar Principal de Cuba en Guinea Conakry.
Entre muchos de sus méritos resalta la responsabilidad asignada por el propio Fidel Castro, en mayo de 1975, cuando en respuesta a la solicitud para el incremento de la ayuda militar de Agostino Neto, se le indicó dirigir sobre el terreno la Misión Militar Cubana en Angola durante su primera etapa y entró a territorio angoleño.
Esta Misión Militar estaba compuesta por un grupo de 429 oficiales cubanos, quienes participaron en la creación de 4 Centros de Instrucción Militar con capacidad para 500 alumnos cada uno, en Benguela, Salazar (actual N’Dalatando), Enrique de Carvalho (hoy Saurimo) y el enclave petrolero de Cabinda, en los cuales fueron preparados miles de combatientes de las Fuerzas Armadas Populares de Liberación de Angola (FAPLA).
Una preparación que logró rechazar al enemigo, compuesto por tropas regulares de Zaire, el Frente Nacional de Liberación de Angola (FNLA) y mercenarios europeos por el norte de Angola, así como efectivos del ejército sudafricano y la UNITA por el sur, que avanzaban por distintas direcciones para frustrar la toma del poder por el MPLA.
Igualmente permitió la derrota en Cabinda de las fuerzas zairenses que, de conjunto con el Frente para la Liberación del Enclave de Cabinda (FLEC) y mercenarios europeos, atacaron ese territorio por tres direcciones con tanques, artillería y blindados, 3 días antes de la proclamación de la independencia de Angola, alcanzando una brillante victoria en esa batalla, el 12 de noviembre de 1975, bajo la conducción del hoy general de cuerpo de ejército Ramón Espinosa Martín.
Ejerciendo desde su cargo como Primer Jefe de la Misión Militar Cubana en Angola, Díaz-Argüelles dirigió meticulosamente la preparación de las fuerzas castrenses angoleñas del MPLA y las primeras acciones combativas en que lucharon instructores cubanos junto a los combatientes de las FAPLA, en la defensa de la capital Luanda, pues quien tuviese la capital angoleña, sería reconocido como gobierno del país africano. 
Ante la complicada situación se decidió enviar unidades completas de las tropas regulares del MINFAR, designándose como jefe de la Misión Militar primeramente al actual general de cuerpo de ejército Leopoldo Cintra Frías, el 13 de noviembre de 1975, Hasta que arribara a ese país el también hoy general de cuerpo de ejército Abelardo Colomé Ibarra, quien asumió el mando de la Misión el 26 de noviembre.
Por tal motivo, el entonces Primer Comandante Raúl Díaz-Argüelles García pasó a dirigir la mayor agrupación de tropas cubanas en territorio angoleño, siendo asignado Jefe del Frente Sur de la guerra. Frente Sur del que formaban parte unos 300 combatientes de élite de las Tropas Especiales del Ministerio del Interior. Que impidieron la caída de Luanda, al obstaculizar el paso del enemigo por el estratégico río Queve.

## Muerte en combate
Raúl Díaz-Argüelles García murió en combate, en la madrugada del 11 de diciembre de 1975, en Hengo, provincia de Cuanza Sur, cuando el transportador blindado en el que se trasladaba, hizo contacto con una mina antitanque, su deceso ocurrió al mes exacto de haberse proclamado la independencia de Angola.

## Condecoraciones recibidas.
- Resultó ser el primer oficial cubano con los grados de Comandante, que recibió el honor post mortem en ser ascendido al grado militar de General de Brigada, en el año 1976. 
- Con motivo de la conmemoración del 40 Aniversario de la Independencia de Angola, el 10 de septiembre de 2015, el Consejo de Estado de la República de Cuba acordó otorgarle post mortem el Título Honorífico de Héroe de la República de Cuba
- Anexa a ese Título Honorífico se le otorga la Orden "Máximo Gómez" de Primer Grado, que le será entregada a sus familiares en ocasión del acto solemne por el 40 Aniversario de la Independencia de Angola, el 11 de noviembre de 2015.
- También recibió la Orden Agostinho Neto, a título post mortem, entregada por el presidente de Angola, João Manuel Gonçalves Lourenço, en solemne acto en el Palacio de la Revolución de La Habana, el 1 de julio del 2019